# Доллі зум

Кадр з анімації, що демонструє ефект «доллі зум». У верхній частині зображений погляд камери; кубики залишаються того самого розміру, в той час як видимий розмір чайників на задньому плані збільшується. У нижній частині зображений план, на якому видно, як камера рухається назад і одночасно збільшує масштаб.

До́ллі зум (також відомий як ефект Гічкока) — це ефект камери, який порушує звичне зорове сприйняття.
Ефект досягається шляхом зміни масштабування об'єктива для налаштування кута огляду (його ще називають полем зору), у той час як камера рухається до або від об'єкта таким чином, щоб видимий розмір об'єкта в кадрі не змінювався. Кут огляду збільшується, коли камера наближається до об'єкта, або зменшується, коли камера віддаляється від об'єкта. Таким чином, під час масштабування відбувається безперервне викривлення перспективи. Візуально це проявляється в першу чергу тим, що фонове зображення змінює розмір відносно об'єкта на передньому плані.
Видимий ефект для глядача полягає в тому, що фон раптово збільшується в розмірах і деталізації, або об'єкт на передньому плані стає візуально великим і починає домінувати над своїм оточенням, в залежності від напрямку, в якому виконується «доллі зум». Оскільки зорова система людини використовує як розмір, так і перспективу, щоб судити про відносні розміри об'єктів, видима зміна перспективи без зміни розміру створює дуже тривожний неприродний ефект, часто з сильним емоційним впливом.

## Історія
Ефект був винайдений Альфредом Гічкоком під час зйомок фільму «Ребека» в 1940-х роках, але тоді він не зміг досягти бажаних результатів. Ефект вдалось успішно реалізувати завдяки оператору Paramount Ірміну Робертсу, який розробив правильний метод для фільму Хічкока «Запаморочення». Відтоді ефект використовувався в багатьох інших фільмах, таких як «Славні хлопці», «Щелепи» і «Володар перснів». Райнер Вернер Фассбіндер використовує ефект двічі в одному кадрі в фільмі «Китайська рулетка» (1976). Режисер Джо Данте назвав його «ефектом щелеп», оскільки сцена в «Щелепах», коли Рой Шайдер бачить напад акули на маленького хлопчика Алекса, — це найвідоміший приклад використанням ефекту «доллі зум».
Кінорежисери зазвичай використовують «доллі зум» для створення відчуття запаморочення, «відчуття відриву від себе» або нереальності, або щоб натякнути, що персонаж переживає фундаментальне усвідомлення, яке змушує його переоцінити все, в що він раніше вірив.

## Оптика
В більшості випадків можна вважати, що простір зображення та простір об'єктів знаходяться в одному середовищі. Таким чином, для об'єкта у фокусі відстань між лінзою та площиною зображення {\displaystyle s_{\text{i}}}, відстань між лінзою та предметом {\displaystyle s_{\text{o}}}, і фокусна відстань {\displaystyle f} пов'язані між собою наступним чином:
{\displaystyle {1 \over s_{i}}+{1 \over s_{o}}={1 \over f}}
Тоді поперечне збільшення дорівнює:
{\displaystyle M={s_{\text{i}} \over s_{\text{o}}}={f \over (s_{\text{o}}-f)}}
Осьове збільшення {\displaystyle M_{\text{ax}}} об'єкта на {\displaystyle s_{\text{o}}} дорівнює швидкості зміни відстані мід лінзою і зображенням {\displaystyle s_{\text{i}}} під час зміни відстані між лінзою й об'єктом {\displaystyle s_{\text{o}}}. Ми можемо визначити середнє осьове збільшення як відношення глибини зображення до глибини об'єкта:
{\displaystyle M_{\text{ax}}=\left|{d \over d(s_{\text{o}})}{s_{\text{i}} \over s_{\text{o}}}\right|=\left|{d \over d(s_{\text{o}})}{f \over (s_{\text{o}}-f)}\right|=\left|{-f \over (s_{\text{o}}-f)^{2}}\right|={M^{2} \over f}}
Можна побачити, що якщо збільшення залишається незмінним, більша фокусна відстань призводить до меншого осьового збільшення, а менша фокусна відстань до більшого осьового збільшення. Тобто, коли використовується більша фокусна відстань під час віддалення камери від об'єкта для збереження збільшення M, об'єкти здаються менш глибокими, а осьові відстані між об'єктами здаються коротшими. Коли камера наближається до об'єкта, при цьому фокусна відстань зменшується, відбувається зворотний ефект: осьове збільшення зростає.

### Обчислення відстаней
Для досягнення бажаного ефекту, камеру потрібно розташувати на певній відстані від об'єкта, який повинен залишатися нерухомим під час виконання «доллі зуму». Відстань залежить від ширини сцени, яку потрібно зняти, і від поля зору об'єктива камери. Перш ніж обчислювати відстані, необхідно розрахувати постійну ширину сцени:
{\displaystyle {\text{distance}}={\frac {\text{width}}{2\tan \left({\frac {1}{2}}{\text{FOV}}\right)}}}
Наприклад, поле зору 90° і відстань 2 метри дають постійну ширину сцени 4 метри, що дозволяє об'єкту шириною 4 метри залишатися нерухомим у кадрі під час ефекту.